# Rik Van Steenbergen
Constant Hendrik Maria „Rik” Van Steenbergen (ur. 9 września 1924 w Arendonk, zm. 15 maja 2003 w Antwerpii) – belgijski kolarz szosowy i torowy, czterokrotny medalista szosowych mistrzostw świata.

## Kariera
Nazywano go Rikiem I, z powodu zbieżności imion z innym znanym belgijskim kolarzem, Rikiem Van Looyem. Był jedną z pierwszych „gwiazd” kolarstwa, wielokrotnie wygrywając klasyki. Obok 40 zwycięstw w torowych wyścigach sześciodniowych, odnosił przede wszystkim sukcesy w jednodniowych wyścigach klasycznych na szosie. Do największych sukcesów zaliczyć można zwycięstwa w pierwszej edycji Halle–Ingooigem w 1945 roku, Mediolan-San Remo w 1954 roku, Ronde van Vlaanderen w latach 1944 i 1946, Paryż-Roubaix w latach 1948 i 1952 La Flèche Wallonne w latach 1949 i 1958 oraz Paryż-Bruksela w 1950 roku. Kilkakrotnie startował w Giro d’Italia, wygrywając przy tym 15 etapów. W klasyfikacji generalnej najlepszy wynik osiągnął w 1951 roku, kiedy był drugi, przegrywając tylko z Fiorenzo Magnim. Wygrał też cztery etapy Tour de France, zajmując między innymi 29. miejsce w klasyfikacji generalnej w 1949 roku. W 1956 roku zajął piąte miejsce w Vuelta a España, wygrywając przy tym sześć etapów i klasyfikację punktową.
Pierwszy medal na międzynarodowej imprezie zdobył w 1946 roku, kiedy podczas szosowych mistrzostw świata w Zurychu zdobył brązowy medal w wyścigu ze startu wspólnego. W zawodach tych wyprzedzili go jedynie Szwajcar Hans Knecht oraz inny Belg, Marcel Kint. Na rozgrywanych trzy lata później mistrzostwach świata w Kopenhadze w tej samej konkurencji był najlepszy. Wynik ten Van Steenbergen powtórzył na mistrzostwach świata w Kopenhadze w 1956 roku oraz rozgrywanych rok później mistrzostwach świata w Waregem. Nigdy nie wystąpił na igrzyskach olimpijskich. Wielokrotnie zdobywał medale mistrzostw kraju, zarówno w kolarstwie szosowym, jak i torowym.